# Falsorsidis griseofasciatus
Falsorsidis griseofasciatus là một loài bọ cánh cứng trong họ Cerambycidae.